# Bone Bay
Die Bone Bay (englisch, in Chile Caleta Bone, in Argentinien Bahía Bone und auch Caleta Bolsón von spanisch bolsón ‚Geldbeutel‘) ist eine rechteckige Bucht an der Nordwestküste der Trinity-Halbinsel im Grahamland auf der Antarktischen Halbinsel. Sie erstreckt sich zwischen dem Notter Point und Kap Roquemaurel.
Der Falkland Islands Dependencies Survey kartierte sie im Jahr 1948. Das UK Antarctic Place-Names Committee benannte sie 1953 nach Thomas Maine Bone (* 1798), Midshipman auf der Brigg Williams unter Kapitän Edward Bransfield bei der Erkundung der Südlichen Shetlandinseln und der Bransfieldstraße im Jahr 1820. Die alternative argentinische Benennung ist dagegen deskriptiv.